# Bandiera della Bosnia ed Erzegovina
L'attuale bandiera della Bosnia ed Erzegovina è stata adottata il 4 febbraio 1998, andando a sostituire una bandiera precedente, utilizzata a partire dall'indipendenza. L'attuale bandiera è blu con un triangolo giallo (che ricorda vagamente la forma dello stato) e una fila di stelle bianche a cinque punte allineate lungo l'ipotenusa. I tre vertici del triangolo rappresentano la teoria delle tre etnie del paese (Serbi, Croati e Bosgnacchi). Le stelle rappresentano l’Europa e sono pensate per essere continue (per questo le stelle in alto ed in basso sono a metà). I colori bianco, blu e giallo sono solitamente associati alla neutralità e alla pace, oltre ad essere tradizionalmente legati alla Bosnia Erzegovina.

## Bandiere storiche

Vessillo del Banato di Bosnia (1154-1377)
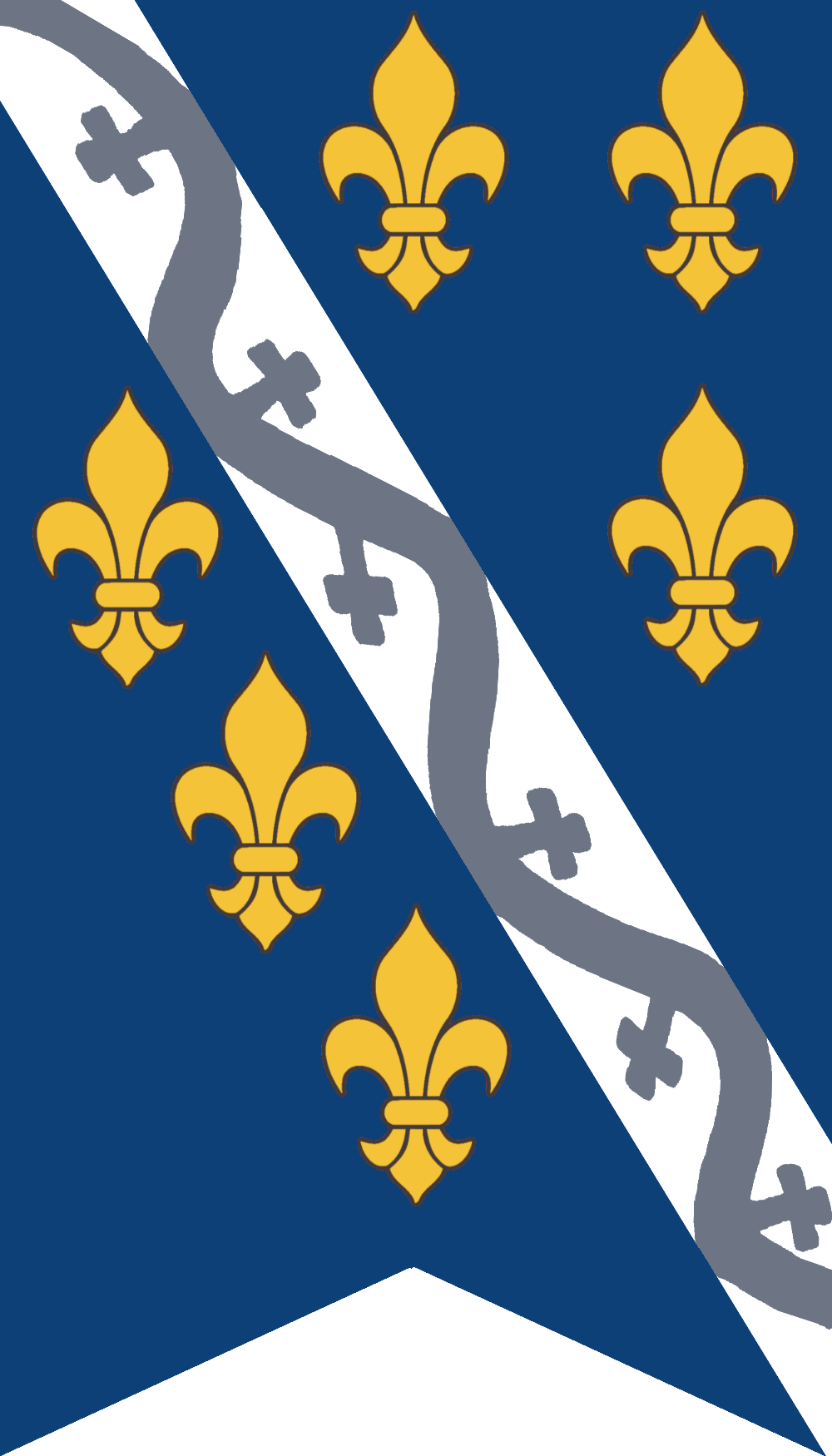
Vessillo del Regno di Bosnia (1377-1463)
Bandiera dell'Eyalet di Erzegovina (1833-1851)
Bandiera del Vilayet di Bosnia (1864-1908)
Bandiera della provincia asburgica di Bosnia ed Erzegovina (1908-1918)
Bandiera della Repubblica Socialista di Bosnia ed Erzegovina (1946-1992)
Bandiera della Repubblica di Bosnia ed Erzegovina (1992-1998)

## Bandiere delle Suddivisioni della Bosnia ed Erzegovina

Bandiera della Federazione di Bosnia ed Erzegovina (5 novembre 1996-14 giugno 2007)
Bandiera della Bosnia ed Erzegovina usata come bandiera della Federazione di Bosnia ed Erzegovina (14 giugno 2007-oggi)
Bandiera della Repubblica Serba di Bosnia ed Erzegovina (6 aprile 1992-oggi)